# Chiesa di San Giovanni Battista (Vico Equense)
La chiesa di San Giovanni Battista è una chiesa di Vico Equense, nella frazione di Massaquano; è sede parrocchiale.

## Storia
Una primitiva chiesa dedicata a San Giovanni Battista dell'Olmo esisteva già nel XIII secolo; fu agli inizi nel del XIV secolo, probabilmente nel 1307, che si decise l'edificazione di una nuova chiesa: questa doveva corrispondere alla lunghezza della navata. Nella prima metà del XVI secolo divenne sede parrocchiale, come riportato in una visita pastorale del 1541, mentre nella prima metà del secolo successivo venne aggiunto un oratorio sul lato destro e il presbiterio; questo fu completamente rifatto nel 1702 quando la chiesa fu oggetto di un totale restauro, con l'ampliamento della navata, la costruzione del nuovo transetto e quindi del presbiterio e la realizzazione dell'impianto decorativo barocco in sostituzione di quello gotico.
Subì numerosi danni a seguito del terremoto dell'Irpinia del 1980: fu ristrutturata tra il 1997 e il 2005.

## Descrizione
Posta nella frazione di Massaquano su un terrazzamento raggiungibile tramite una scalinata, la chiesa presenta una facciata atipica rappresentata dal suo campanile: la base ha un arco ogivale all'interno del quale è ricavato un nartece su cui si apre l'ingresso, mentre i due livelli superiori, sempre a pianta quadrata, presentano delle finestre con cornici in stucco; il campanile termina a timpano nel quale è posto un orologio.
Internamente è a croce latina a navata unica con volta a botte che nasconde l'antica volta a crociera: lungo la navata, decorata con tele raffiguranti Storie della vita di san Giovanni Battista, tre arcate cieche ospitano altrettanti altari su di ogni lato. All'intersezione del transetto con la navata si innalza la cupola: con calotta emisferica poggia su un tamburo con finestre. In passato una balaustra divideva la zona dell'altare maggiore dal resto del transetto: questa è stata eliminata e il marmo di risulta è stato utilizzato per la creazione dell'ambone. In una nicchia sull'altare maggiore è ospitata la statua lignea di San Giovanni Battista, opera di Carmine Lantriceni, mentre nella controfacciata è la cantoria con organo a canne. La pavimentazione è disposta a scacchiera dove si alternano marmo di Carrara e nero africano.